# Liga 1 (Indonesien)
Die Liga 1, bis 2017 Indonesia Super League (ISL, indones. Liga Super Indonesia), ist die höchste Fußballliga Indonesiens. Zusammen mit der Liga 2, der zweithöchsten Spielklasse, bildet sie die Liga Indonesia. Gegenwärtig trägt sie den Sponsorennamen BRI Liga 1.

## Geschichte

Früheres Logo der Indonesia Super League

Gegründet wurde die Indonesia Super League bzw. die Liga Indonesia 1994, als die semi-professionelle Liga Sepakbola Utama (Galatama) und die Amateurliga Perserikatan fusionierten. Die Liga Indonesia besitzt hierbei den Status einer Profiliga. Die erste Profiliga Indonesiens bestand aus 34 Vereinen, die in zwei Divisionen (West und Ost) eingeteilt waren. Die vier besten Clubs der jeweiligen Divisionen qualifizierten sich für die Final 8 Championship Playoffs, wo in zwei Gruppen à vier Mannschaften gespielt wurde. Die beiden Gruppensieger spielten schließlich den Meister des Landes aus. 1995 besiegte Persib Bandung Petrokimia Putra im Finale mit 1:0. Erster Torschützenkönig der neuen Liga wurde Peri Sandria von Bandung Raya mit 34 Toren in 37 Spielen. In den folgenden Jahren kam es immer wieder zu Änderungen im Modus der Super League. Obwohl bereits die AFC seit längerem professionelle Strukturen von ihren Mitgliedsverbänden forderte, übt der nationale Verband PSSI erst jetzt Druck auf die Vereine aus. Die Saison 2009 verlief im Chaos. Für die neue Saison wird deshalb gefordert, dass jeder Verein ein Heimstadion vorweisen kann, und einen professionellen Trainer für die Mannschaften. Im Jahr 2015 wurden die Meisterschaften auf Eingreifen des Ministers für Jugend und Sport abgebrochen. Die Indonesia Super League wurde 2017 in Liga 1 umbenannt. Aufgrund der Covid19-Pandemie wurde die Saison 2020 zuerst auf das Jahr 2021 verschoben und am 20. Januar 2021 dann schließlich abgebrochen. Am 27. August startete nach mehr als einjähriger Pause die Saison 2021/2022.
Am 1. Oktober 2022 kam es beim Spiel zwischen Arema Malang und Persebaya Surabaya durch Ausschreitungen mit mindestens 135 Toten zu einer der größten Tragödien in der Geschichte des Fußballs.
Nachdem der Spielbetrieb der 1. Liga für mehr als zwei Monate ausgesetzt wurde, ist dieser am 5. Dezember 2022 wieder aufgenommen worden. Die Spiele finden bis auf Weiteres unter Ausschluss der Öffentlichkeit statt. Der Ligabetrieb wurde bis Mitte April 2023 vollständig ausgetragen. Meister wurde PSM Makassar.

## Mannschaften 2023/24
| Mannschaft         | Standort          | Stadion                           | Kapazität |
| ------------------ | ----------------- | --------------------------------- | --------- |
| Arema Malang       | Malang            | Kanjuruhan Stadium                | 42.449    |
| Bali United        | Gianyar           | Stadion Kapten I Wayan Dipta      | 21.000    |
| PS Barito Putera   | Banjarbaru        | Demang Lehman Stadium             | 15.000    |
| Bhayangkara FC     | Bekasi            | Wibawa Mukti Stadium              | 30.000    |
| Borneo Samarinda   | Samarinda         | Segiri Samarinda Stadium          | 16.000    |
| Dewa United        | Tangerang Selatan | Indomilk Arena                    | 15.000    |
| Madura United      | Pamekasan         | Gelora Madura Stadium             | 15.000    |
| Persebaya Surabaya | Surabaya          | Gelora Bung Tomo Stadium          | 45.000    |
| Persib Bandung     | Bandung           | Gelora Bandung Lautan Api Stadium | 38.000    |
| Persija Jakarta    | Jakarta           | Jakarta International Stadium     | 82.000    |
| Persik Kediri      | Kediri            | Brawijaya Stadion                 | 20.000    |
| Persikabo 1973     | Bogor             | Pakansari Stadium                 | 30.000    |
| Persis Solo        | Surakarta         | Manahan Stadium                   | 20.003    |
| Persita Tangerang  | Tangerang         | Indomilk Arena                    | 15.000    |
| PSIS Semarang      | Semarang          | Jatidiri Stadium                  | 25.000    |
| PSM Makassar       | Makassar          | Gelora B. J. Habibie Stadium      | 20.000    |
| PSS Sleman         | Sleman            | Maguwoharjo Stadium               | 31.700    |
| RANS Nusantara     | Jakarta           | Pakansari Stadium                 | 30.000    |

## Meister

### Titelträger
siehe auch: Liste der indonesischen Fußballmeister
| Saison  | Teams | Meister                                      | Zweiter                                      |
| ------- | ----- | -------------------------------------------- | -------------------------------------------- |
| 2008/09 | 18    | Persipura Jayapura                           | Persiwa Wamena                               |
| 2009/10 | 18    | Arema Malang                                 | Persipura Jayapura                           |
| 2010/11 | 15    | Persipura Jayapura                           | Arema Malang                                 |
| 2011/12 | 18    | Sriwijaya FC                                 | Persipura Jayapura                           |
| 2013    | 18    | Persipura Jayapura                           | Arema Malang                                 |
| 2014    | 22    | Persib Bandung                               | Persipura Jayapura                           |
| 2015    | 18    | Spielsaison wurde am 2. Mai 2015 abgebrochen | Spielsaison wurde am 2. Mai 2015 abgebrochen |
| 2016    | —     | keine Meisterschaft ausgetragen              | keine Meisterschaft ausgetragen              |
| 2017    | 18    | Bhayangkara FC                               | Bali United                                  |
| 2018    | 18    | Persija Jakarta                              | PSM Makassar                                 |
| 2019    | 18    | Bali United                                  | Persebaya Surabaya                           |
| 2020    | 18    | aufgrund der Covid19-Pandemie abgebrochen    | aufgrund der Covid19-Pandemie abgebrochen    |
| 2021/22 | 18    | Bali United                                  | Persib Bandung                               |
| 2022/23 | 18    | PSM Makassar                                 | Persija Jakarta                              |
| 2023/24 | 18    | Persib Bandung                               | Madura United                                |

### Erfolgreichste Vereine
| Rang | Franchise          | Titel | Jahr(e)                 |
| ---- | ------------------ | ----- | ----------------------- |
| 1    | Persipura Jayapura | 3     | 2008/09, 20010/11, 2013 |
| 2    | Bali United        | 2     | 2019, 2021/22           |
|      | Persib Bandung     | 1     | 2014, 2023/24           |
| 4    | Arema Malang       | 1     | 2009/10                 |
|      | Bhayangkara        | 1     | 2017                    |
|      | Persija Jakarta    | 1     | 2018                    |
|      | Srwiwijaya         | 1     | 2011/12                 |
|      | PSM Makassar       | 1     | 2022/23                 |

## Spieler

### Ausländische Spieler
Die Regel für ausländische Spieler hat sich seit der Gründung der Liga mehrfach verändert. Aktuell dürfen maximal vier Ausländer in jedem Team sein, von denen einer aus einem asiatischen Land kommen muss. Alle vier Spieler dürfen gleichzeitig auf dem Platz stehen.

## Auszeichnungen

### Beste Torschützen seit 1994
| Saison  | Torschützenkönig                | Verein                            | Tore |
| ------- | ------------------------------- | --------------------------------- | ---- |
| 1994/95 | Peri Sandria                    | Bandung Raya                      | 34   |
| 1995/96 | Dejan Gluščević                 | Bandung Raya                      | 30   |
| 1996/97 | Jacksen F. Tiago                | Persebaya Surabaya                | 26   |
| 1997/98 | Keine Meisterschaft ausgetragen |                                   |      |
| 1998/99 | Alain Mabenda                   | PSIS Semarang                     | 11   |
| 1999/00 | Bambang Pamungkas               | Persija Jakarta                   | 24   |
| 2001    | Baco Saddisau                   | PS Barito Putera                  | 22   |
| 2002    | Ilham Jayakesuma                | Persita Tangerang                 | 26   |
| 2003    | Oscar Aravena                   | PSM Makassar                      | 31   |
| 2004    | Ilham Jayakesuma                | Persita Tangerang                 | 21   |
| 2005    | Christian González              | Persik Kediri                     | 25   |
| 2006    | Christian González              | Persik Kediri                     | 25   |
| 2007    | Christian González              | Persik Kediri                     | 32   |
| 2008/09 | Christian González Boaz Solossa | Persib Bandung Persipura Jayapura | 28   |
| 2009/10 | Aldo Barreto                    | Bontang PKT                       | 19   |
| 2010/11 | Boaz Solossa                    | Persipura Jayapura                | 22   |
| 2011/12 | Alberto Gonçalves               | Persipura Jayapura                | 25   |
| 2013    | Boaz Solossa                    | Persipura Jayapura                | 25   |
| 2014    | Emmanuel Kenmogne               | Persebaya Surabaya                | 25   |
| 2015    | Saison im Mai abgebrochen       |                                   |      |
| 2016    | Keine Meisterschaft ausgetragen |                                   |      |
| 2017    | Sylvano Comvalius               | Bali United                       | 37   |
| 2018    | Aleksandar Rakić                | TIRA-Persikabo                    | 21   |
| 2019    | Marko Šimić                     | Persija Jakarta                   | 28   |
| 2020    | Saison abgebrochen              |                                   |      |
| 2021/22 | Ilija Spasojević                | Bali United                       | 23   |
| 2022/23 | Matheus Pato                    | Borneo FC                         | 25   |

### Bester Spieler der Saison
| Saison  | Spieler der Saison | Verein             |
| ------- | ------------------ | ------------------ |
| 2008/09 | Boaz Solossa       | Persipura Jayapura |
| 2009/10 | Kurnia Meiga       | Arema Malang       |
| 2010/11 | Boaz Solossa       | Persipura Jayapura |
| 2011/12 | Keith Gumbs        | Sriwijaya FC       |
| 2013    | Boaz Solossa       | Persipura Jayapura |
| 2014    | Ferdinand Sinaga   | Persib Bandung     |
| 2017    | Paulo Sérgio       | Bhayangkara FC     |
| 2018    | Rohit Chand        | Persija Jakarta    |
| 2019    | Renan Silva        | Borneo FC          |
| 2020    | Saison abgebrochen |                    |
| 2021/22 | Taisei Marukawa    | Persebaya Surabaya |

### Bester Nachwuchsspieler der Saison
| Saison  | Nachwuchsspieler der Saison | Verein             |
| ------- | --------------------------- | ------------------ |
| 2013    | Syakir Sulaiman             | Persiba Balikpapan |
| 2017    | Rezaldi Hehanusa            | Persija Jakarta    |
| 2018    | Osvaldo Haay                | Persebaya Surabaya |
| 2019    | Todd Rivaldo Ferre          | Persipura Jayapura |
| 2020    | Saison abgebrochen          |                    |
| 2021/22 | Marselino Ferdinan          | Persebaya Surabaya |

### Bester Torwart der Saison
| Saison | Torwart der Saison | Verein             |
| ------ | ------------------ | ------------------ |
| 2013   | Yoo Jae-hoon       | Persipura Jayapura |

### Trainer der Saison
| Saison  | Trainer der Saison | Verein             |
| ------- | ------------------ | ------------------ |
| 2013    | Jacksen F. Tiago   | Persipura Jayapura |
| 2018    | Stefano Cugurra    | Persija Jakarta    |
| 2019    | Stefano Cugurra    | Bali United        |
| 2021/22 | Aji Santoso        | Persebaya Surabaya |

### Schiedsrichter der Saison
| Saison | Schiedsrichter der Saison |
| ------ | ------------------------- |
| 2017   | Mustafa Umarella          |
| 2018   | Thoriq Alkatiri           |
| 2019   | Yudi Nurcahya             |
| 2020   | Saison abgebrochen        |
| 2019   | Thoriq Alkatiri           |

### Fair Play-Team der Saison
| Saison  | Fair Play-Team der Saison |
| ------- | ------------------------- |
| 2017    | Badak Lampung             |
| 2018    | PS Barito Putera          |
| 2019    | TIRA-Persikabo            |
| 2020    | Saison abgebrochen        |
| 2021/22 | Madura United             |

## Ehemalige bekannte Spieler der Liga
Obwohl die Vereine hauptsächlich indonesische Spieler beschäftigen, spielten auch einige bekannte internationale Profis in Indonesien. 1996 beispielsweise spielte der argentinische Weltmeister Mario Kempes bei Pelita Jaya aus Bandung zusammen mit dem Kameruner Roger Milla. Allerdings waren beide zu diesem Zeitpunkt bereits über 40 Jahre alt. Von 2017 bis 2018 spielte Michael Essien für den jawanischen Club Persib Bandung. Aufgrund der Regelung, dass pro Verein nur vier ausländische Spieler im Kader stehen dürfen, musste er den Club aber nach einem Jahr wieder verlassen.

## Sponsoren der Liga 1
| Saison        | Sponsor              | Name der Liga                 |
| ------------- | -------------------- | ----------------------------- |
| 2008 bis 2012 | Djarum               | Djarum Indonesia Super League |
| 2013 bis 2014 | Kein Sponsor         | Indonesia Super League        |
| 2015          | QNB Group            | QNB League                    |
| 2017          | Go-Jek und Traveloka | Go-Jek Traveloka Liga 1       |
| 2018          | Go-Jek               | Go-Jek Liga 1                 |
| 2019–2020     | Shopee               | Shopee Liga 1                 |
| 2021–         | BRI                  | BRI Liga 1                    |